# Jericho (Nowy Jork)
Jericho – jednostka osadnicza w Stanach Zjednoczonych, w stanie Nowy Jork, w hrabstwie Nassau.

## Urodzeni w Jericho
- Madison Beer – piosenkarka